# Calixto Malcom
Calixto Malcom (Panama, 15 febbraio 1947 – Panama, 19 febbraio 2021) è stato un cestista panamense.

## Carriera
Con Panama ha disputato i Giochi olimpici di Città del Messico 1968, segnando 15 punti in 5 partite.